# Rezolucija Vijeća sigurnosti UN-a 1184
Rezolucijom Vijeća sigurnosti UN-a 1184, jednoglasno usvojenom 16. srpnja 1998., nakon podsjećanja na prethodne rezolucije koje se tiču sukoba u bivšoj Jugoslaviji, posebice rezolucije 1168 (1998.) i 1174 (1998.), Vijeće je uspostavilo program za praćenje sudskog sustava u Bosni i Hercegovine.
Vijeće sigurnosti odobrilo je uspostavu programa praćenja sudova od strane Misije Ujedinjenih naroda u Bosni i Hercegovini (UNMIBH) u sklopu općeg programa pravne reforme koji je predložio Ured visokog predstavnika, Daytonski sporazum i drugi. Vlasti u Bosni i Hercegovini pozvane su na suradnju i potporu službenicima povezanim s programom. Od glavnog tajnika Kofija Annana je zatraženo da izvješćuje vijeće o napretku programa praćenja u sklopu svojih izvješća o UNMIBH.

## Vanjske poveznice
| Wikizvor | Engleski Wikizvor ima izvorni tekst na temu: United Nations Security Council Resolution 1184 |

- Text of the Resolution at undocs.org